# Melkorka
Melkorka (n. 914) era hija de un rey de Irlanda llamado Myrkjartan, y madre del goði Ólafur pái Höskuldsson de la Mancomunidad Islandesa. Es mencionada en Landnámabók y saga de Laxdœla. Según la saga de Laxdœla, Hoskuld Dala-Kollsson compró a una tal Melkorka, creyendo que se trataba de una thrall muda, de un mercader Rus' (Gilli el Rus) en la isla de Brännö, camino a Noruega y la convirtió en su concubina, estando ya casado con Jórunn Bjarnadóttir (n. 911). Cuando Höskuldr regresó a Islandia, la llevó consigo. Pese al enfado de Jórunn, la concubina fue aceptada en el entorno del clan de Höskuldr quien permaneció fiel a su esposa mientras permaneció en la isla. Al siguiente invierno Melkorka dio a luz un niño, que recibió el nombre de Ólafr en honor al tío de Höskuldr recientemente fallecido, Olaf Feilan. Landnámabók cita que Höskuldr y Melkorka tuvieron otro hijo, Helgi, pero no aparece en la saga de Laxdœla.
Poco después, debido a las riñas entre Jórunn y Melkorka, Höskuldr se trasladó a una nueva granja, conocida a partir de entonces como Melkorkustaðir.
Hacia 956, Ólafr, animado por Melkorka, decidió viajar al extranjero para encontrar fortuna. Melkorka había enseñado a su hijo la lengua de su pueblo (gaélico irlandés) y le pidió que visitase a su familia. Höskuldr se opuso a la expedición y no le daría bienes para intercambios comerciales, y la propiedad del padre adoptivo de Ólafr era insuficiente, principalmente bienes inmovilizados y tierras. Así, como parte de la forma de financiar la expedición, Melkorka casó con Þorbjörn skrjúpur (apodado "el Débil"), un bóndi que anteriormente la había ayudado en la administración de Melkorkustaðir. Melkorka y Þorbjörn tuvieron un hijo llamado Lambi.
Ólafr visitó Irlanda donde encontró a su abuelo, padre de Melkorka. Ólafr permaneció con Myrkjartan durante algún tiempo, y el rey, según la saga de Laxdœla, llegó a ofrecer a Ólafr ser su heredero. Ólafr, decidió finalmente regresar a Islandia, para evitar provocar a otros hijos de Myrkjartan.